# بیبرگموند
بیبرگموند (به آلمانی: Biebergemünd) یک شهر در آلمان است که در ماین-کینتسیگ واقع شده‌است. بیبرگموند ۸٬۳۸۱ نفر جمعیت دارد.